# Villa Sonnblick
Die Villa Sonnblick liegt im Stadtteil Kötzschenbroda der sächsischen Stadt Radebeul, in der Meißner Straße 256. Sie wurde um 1900 errichtet.

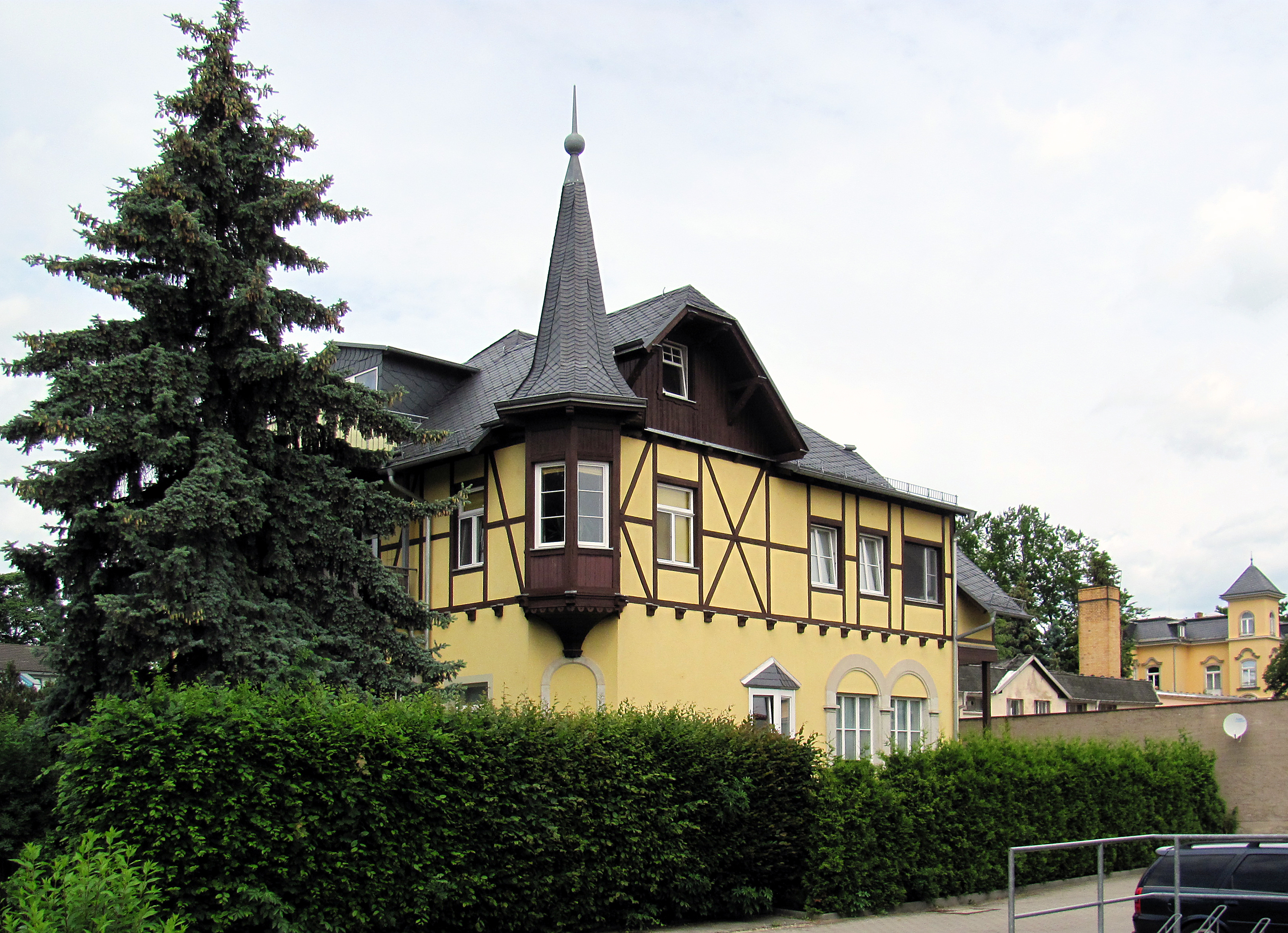
Villa Sonnblick; rechts im Hintergrund steht die Horst-Viedt-Straße 1

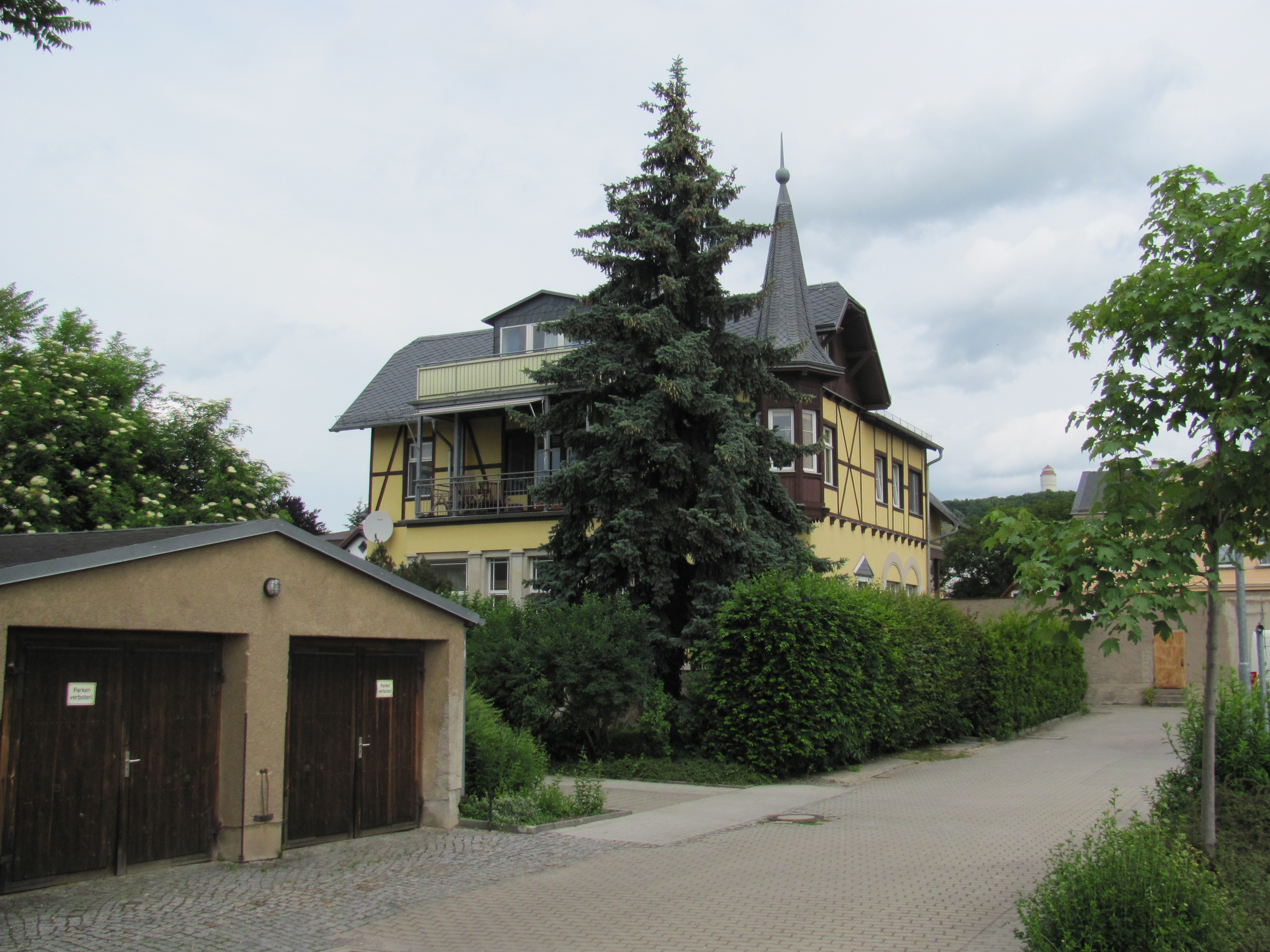
Villa Sonnblick

## Beschreibung
Die landhausartige, denkmalgeschützte Villa steht in zweiter Reihe zur Straße links am Rande eines großen Parkplatzes, der sich vor einem Einkaufsmarkt erstreckt. Dort (Villa Meißner Straße 254) befand sich ehemals die Bauunternehmung der Gebrüder Kießling.
Der verputzte Bau ist ein eingeschossiger Baukörper mit Souterraingeschoss in Bruchstein-Mauerwerk. Er hat ein zwei Geschosse hohes Krüppelwalmdach Richtung Straße und zur Rückseite. Die Straßenansicht wirkt zweigeschossig, da in den beiden Seitenansichten zur Straßenansicht hin jeweils ein fast firsthoher Seitenrisalit steht, ebenfalls jeweils mit Krüppelwalmgiebel. Etwa mittig steht vor der Straßenansicht ein eingeschossiger massiver Vorbau in Form einer Veranda mit einem Austritt obenauf aus dem Obergeschoss, darüber ein Balkon mit Austritt aus dem Dachgeschoss aus einem dreiecksgiebligen Dachhäuschen.
Auf der angefasten Ecke von der Straßenansicht zur östlichen (rechten) Seitenansicht hängt vor dem Obergeschoss ein Eckerker in der Form eines halben Sechsecks. Die östliche Seitenansicht verläuft auf Höhe des Risalits, im Obergeschoss herausgezogen aus dem Dach durch ein aufgesetztes Schleppdach.
Straßenansicht und östliche Seitenansicht sind Schauseiten: Im Obergeschoss zeigen sie Fachwerk im sogenannten Altdeutschen Stil auf herausstehenden Balkenköpfen. Die Krüppelwalm-Giebelfäche vor dem Dachgeschoss ist verbrettert, ebenso der Eckerker. Oben auf dem Eckerker sitzt eine hohe Schieferspitze mit Kugel. Im Erdgeschoss der Seitenansicht findet sich mittig ein Dreieckserker mit Schieferbedachung. Dahinter befindet sich ein Doppelrundbogen-Motiv aus Sandstein mit eckigen Fenstern. Auch die anderen Fenster sind eckig.
Auf der Westseite tritt ein eingeschossiger Mittelrisalit des Hauptbaukörpers durch den Seitenrisalit hindurch. In der so entstandenen Giebelwand befindet sich ein Rundbogenfenster.
Die Dachflächen sind verschiefert.